# Rade b. Hohenwestedt
Pour les articles homonymes, voir Rade (homonymie).
Rade b. Hohenwestedt (c.-à-d. Rade bei Hohenwestedt, « Rade-près-Hohenwestedt ») est une petite commune allemande du Schleswig-Holstein, située dans l'arrondissement de Rendsburg-Eckernförde (Kreis Rendsburg-Eckernförde), à quatre kilomètres à l'est de Hohenwestedt. Rade est l'une des 30 communes de l'Amt Mittelholstein (« Moyen-Holstein ») dont le siège est à Hohenwestedt.